# Marina Di Guardo
Marina Di Guardo (Novara, 29 ottobre 1961) è una scrittrice italiana.

## Biografia
È nata a Novara da genitori di origini catanesi, figlia di un medico dell'aeronautica, poi primario, e di una casalinga.
Vive fra Cremona e Milano. È autrice di romanzi, soprattutto di genere thriller. Ha lavorato come vicedirettrice dello showroom di Blumarine, prima di dedicarsi alla scrittura. Madre di Chiara Ferragni, e di altre due figlie.
Ha esordito nella narrativa nel 2012 con il romanzo L'inganno della seduzione, pubblicato dalla casa editrice Nulla Die. È seguito, sempre per lo stesso editore, Non mi spezzi le ali (2014). Nel 2015 ha pubblicato nella collana digitale ZoomFiltri di Feltrinelli, curata da Sergio Altieri, Bambole gemelle. Dall'editore Feltrinelli, per i cinque anni della collana Zoom, è stata inserita anche nella raccolta che contiene quindici testi dei migliori autori della collana. Nel 2016 pubblica per la Delos Books di Franco Forte l'ebook Frozen bodies.
Nel 2017 passa a Arnoldo Mondadori Editore e pubblica il romanzo Com'è giusto che sia. L'opera ha portato l'autrice in giro per l'Italia in numerose presentazioni ed è stata definita dal critico Gian Paolo Serino come "la rivelazione dell'anno".
Il 15 gennaio 2019, Mondadori pubblica il romanzo thriller La memoria dei corpi, di cui sono stati venduti i diritti per trarne un film e che è stato tradotto in Brasile, Polonia e Grecia. Dal 2019 è anche opinionista nel rotocalco televisivo Mattino Cinque su Canale 5.
A novembre 2020 esce per Mondadori il romanzo Nella buona e nella cattiva sorte, che affronta il tema della violenza sulle donne.

Il romanzo Dress code rosso sangue, uscito per la casa editrice Mondadori a ottobre 2021, è ambientato nel mondo della moda milanese.
A distanza di due anni dal precedente, a fine ottobre 2023 pubblica il suo nuovo romanzo, un thriller psicologico, intitolato Quello che ti nascondevo.

## Opere

### Romanzi
- L'inganno della seduzione, Nulla Die, 2012. ISBN 9788897364283.
- Non mi spezzi le ali, Nulla Die, 2014. ISBN 9788897364900.
- Com'è giusto che sia, Mondadori, 2017. ISBN 9788804674047.
- La memoria dei corpi, Mondadori, 2019. ISBN 9788804707981.
- Nella buona e nella cattiva sorte, Mondadori, 2020. ISBN 9788804731412.
- Dress code rosso sangue, Mondadori, 2021. ISBN 9788804742494.
- Quello che ti nascondevo, Mondadori, 2023. ISBN 9788804781691.

### eBook
- Bambole gemelle, Feltrinelli, 2015. ISBN 9788858853771
- Frozen bodies, Delos Books, 2016. ISBN 9788865307168

## Filmografia
- Chiara Ferragni - Unposted, film documentario, RAI Cinema-Prime Video, (2019)
- The Ferragnez – docuserie, Prime Video, (2021)